# Viktor Johansson
Viktor Tobias Johansson (Stoccolma, 14 settembre 1998) è un calciatore svedese, portiere dello Stoke City.

## Carriera

### Club
Cresciuto nel settore giovanile dell'Hammarby, nel 2014 si trasferisce all'Aston Villa, giocando nelle formazioni Under-18 ed Under-23 dei Lions. Nel febbraio 2018 passa in prestito per tre mesi all'Alfreton Town in National League North. Il 3 agosto 2018 viene ceduto al Leicester City, che lo aggrega alla propria formazione Under-23.
Il 2 settembre 2020 viene acquistato del Rotherham United, con cui firma il suo primo contratto professionistico, di durata biennale. Il 7 novembre successivo ha esordito con i Millers, in occasione dell'incontro di Championship vinto per 2-1 contro il Preston North End.

### Nazionale
Ha rappresentato le nazionali giovanili svedesi.
Nel marzo del 2023, ha ricevuto la sua prima convocazione con la nazionale maggiore, in vista degli incontri di qualificazione al campionato europeo del 2024 con Belgio e Azerbaigian. Il 12 ottobre dello stesso anno esordisce con la massima selezione svedese nel successo per 3-1 in amichevole contro la Moldavia.

## Statistiche

### Presenze e reti nei club
Statistiche aggiornate al 16 agosto 2025.
| Stagione                | Squadra                 | Campionato              | Campionato | Campionato | Coppe nazionali | Coppe nazionali | Coppe nazionali | Coppe continentali | Coppe continentali | Coppe continentali | Altre coppe | Altre coppe | Altre coppe | Totale | Totale |
| Stagione                | Squadra                 | Comp                    | Pres       | Reti       | Comp            | Pres            | Reti            | Comp               | Pres               | Reti               | Comp        | Pres        | Reti        | Pres   | Reti   |
| ----------------------- | ----------------------- | ----------------------- | ---------- | ---------- | --------------- | --------------- | --------------- | ------------------ | ------------------ | ------------------ | ----------- | ----------- | ----------- | ------ | ------ |
| 2020-2021               | Rotherham United        | FLC                     | 21         | -23        | FACup+CdL       | 0               | 0               |                    | -                  | -                  |             | -           | -           | 21     | -23    |
| 2021-2022               | Rotherham United        | FL1                     | 26         | -22        | FACup+CdL       | 1+1             | 0 + -2          |                    | -                  | -                  | FLT         | 5           | -6          | 33     | -30    |
| 2022-2023               | Rotherham United        | FLC                     | 43         | -56        | FACup+CdL       | 1+0             | -4 + 0          |                    | -                  | -                  |             | -           | -           | 44     | -60    |
| 2023-2024               | Rotherham United        | FLC                     | 45         | -85        | FACup+CdL       | 1+0             | -1 + 0          |                    | -                  | -                  |             | -           | -           | 46     | -86    |
| Totale Rotherham United | Totale Rotherham United | Totale Rotherham United | 135        | -186       |                 | 4               | -7              |                    | -                  | -                  |             | 5           | -6          | 144    | -199   |
| 2024-2025               | Stoke City              | FLC                     | 45         | -62        | FACup+CdL       | 1+2             | -1 + -1         |                    | -                  | -                  |             | -           | -           | 48     | -64    |
| 2025-2026               | Stoke City              | FLC                     | 2          | -1         | FACup+CdL       | 0+0             | 0+0             |                    | -                  | -                  |             | -           | -           | 2      | -1     |
| Totale Stoke City       | Totale Stoke City       | Totale Stoke City       | 47         | -63        |                 | 3               | -2              |                    | -                  | -                  |             | -           | -           | 50     | -65    |
| Totale carriera         | Totale carriera         | Totale carriera         | 182        | -249       |                 | 7               | -9              |                    | -                  | -                  |             | 5           | -6          | 194    | -264   |

### Cronologia presenze e reti in nazionale
| Cronologia completa delle presenze e delle reti in nazionale ― Svezia | Cronologia completa delle presenze e delle reti in nazionale ― Svezia | Cronologia completa delle presenze e delle reti in nazionale ― Svezia | Cronologia completa delle presenze e delle reti in nazionale ― Svezia | Cronologia completa delle presenze e delle reti in nazionale ― Svezia | Cronologia completa delle presenze e delle reti in nazionale ― Svezia | Cronologia completa delle presenze e delle reti in nazionale ― Svezia | Cronologia completa delle presenze e delle reti in nazionale ― Svezia |
| Data                                                                  | Città                                                                 | In casa                                                               | Risultato                                                             | Ospiti                                                                | Competizione                                                          | Reti                                                                  | Note                                                                  |
| --------------------------------------------------------------------- | --------------------------------------------------------------------- | --------------------------------------------------------------------- | --------------------------------------------------------------------- | --------------------------------------------------------------------- | --------------------------------------------------------------------- | --------------------------------------------------------------------- | --------------------------------------------------------------------- |
| 12-10-2023                                                            | Solna                                                                 | Svezia                                                                | 3 – 1                                                                 | Moldavia                                                              | Amichevole                                                            | -                                                                     | 46’                                                                   |
| 5-9-2024                                                              | Baku                                                                  | Azerbaigian                                                           | 1 – 3                                                                 | Svezia                                                                | UEFA Nations League 2024-2025 - 1º turno                              | -1                                                                    |                                                                       |
| 8-9-2024                                                              | Solna                                                                 | Svezia                                                                | 3 – 0                                                                 | Estonia                                                               | UEFA Nations League 2024-2025 - 1º turno                              | -                                                                     |                                                                       |
| 11-10-2024                                                            | Bratislava                                                            | Slovacchia                                                            | 2 – 2                                                                 | Svezia                                                                | UEFA Nations League 2024-2025 - 1º turno                              | -2                                                                    |                                                                       |
| 14-10-2024                                                            | Tallinn                                                               | Estonia                                                               | 0 – 3                                                                 | Svezia                                                                | UEFA Nations League 2024-2025 - 1º turno                              | -                                                                     |                                                                       |
| 16-11-2024                                                            | Solna                                                                 | Svezia                                                                | 2 – 1                                                                 | Slovacchia                                                            | UEFA Nations League 2024-2025 - 1º turno                              | -1                                                                    |                                                                       |
| 19-11-2024                                                            | Solna                                                                 | Svezia                                                                | 6 – 0                                                                 | Azerbaigian                                                           | UEFA Nations League 2024-2025 - 1º turno                              | -                                                                     |                                                                       |
| 25-3-2025                                                             | Solna                                                                 | Svezia                                                                | 5 – 1                                                                 | Irlanda del Nord                                                      | Amichevole                                                            | -1                                                                    |                                                                       |
| 10-6-2025                                                             | Solna                                                                 | Svezia                                                                | 4 – 3                                                                 | Algeria                                                               | Amichevole                                                            | -3                                                                    |                                                                       |
| Totale                                                                |                                                                       | Presenze                                                              | 9                                                                     |                                                                       | Reti                                                                  | -8                                                                    |                                                                       |

## Palmarès

### Club

#### Competizioni nazionali
- English Football League Trophy: 1

Rotherham United: 2021-2022